# Франциск I (герцог Бретани)
Франциск (Франсуа) I (фр. François I de Bretagne; 14 мая 1414, Ван — 18 июля 1450, Сен-Аве) — герцог Бретани, граф де Монфор-л’Амори и титулярный граф Ричмонд с 1442 года, из дома де Дрё. Старший сын герцога Бретонского Жана VI Мудрого и Жанны Французской (1391—1433), дочери короля Франции Карла VI Безумного и Изабеллы Баварской.

## Биография
В августе 1442 года после смерти своего отца, герцога Бретани Жана VI Мудрого, 28-летний Франциск (Франсуа) унаследовал герцогский престол Бретани, а также титулы графа де Монфора и де Ричмонда.
Герцог Бретонский Франциск Любимый сохранял лояльность по отношению к Франции во многом благодаря умеренной политике короля Франции Карла VII Валуа. Принёс вассальную присягу только за свои французские земли, и король Франции Карл VII этим удовольствовался.
31 июля 1449 года герцог Франциск Бретонский вступил в Столетнюю войну с Англией на стороне Франции. Во главе 6-тысячного бретонского войска участвовал в военных действия против англичан в Нормандии.
18 июля 1450 года 36-летний герцог Бретонский Франциск Любимый скончался, не оставив после себя мужского потомства. Ему наследовал младший брат Пьер II Простой (1450—1457).

## Семья
Франциск Бретонский был дважды женат. В 1431 году женился первым браком на Иоланте Анжуйской (1412—1440), дочери Людовика II де Валуа, герцога Анжуйского, и Иоланды Арагонской. В 1434 году у них родился сын Рено, получивший титул графа де Монфор. Он скончался в пятилетнем возрасте.
В 1442 году вторично женился на Изабелле Шотландской (1426—1494), дочери короля Шотландии Якова I Стюарта и Жанны де Бофор.
Дети от второго брака:
- Маргарита Бретонская (1443—1469), жена с 1455 года граф д’Этампа и будущего герцога Бретонского Франциска II;
- Мария Бретонская (1444—1510), жена Жана II де Рогана, виконта де Роган.